# Borislav Jovanović (calciatore)
Borislav Jovanović (in serbo Борислав Јовановић?; Sremska Mitrovica, 16 agosto 1986) è un ex calciatore serbo, di ruolo difensore.

## Carriera

### Club
Il 28 luglio 2015 viene acquistato a titolo definitivo dalla squadra greca del Larissa.